# Edward Michael Egan

Edward Michael kardinál Egan (2. dubna 1932 Oak Park – 5. března 2015) byl americký římskokatolický kněz, emeritní arcibiskup New Yorku, kardinál.
Kněžské svěcení přijal 15. prosince 1957 v Římě, kde poté pokračoval ve studiích na Papežské univerzitě Gregoriana, kde získal licenciát z teologie a doktorát z kanonického práva. Kromě doktorandského studia byl vicerektorem Jihoamerické papežské koleje. Po návratu do USA v roce 1963 byl sekretářem arcibiskupa Chicaga Johna Codyho a vicekancléřem arcidiecéze. Do Říma se vrátil v roce 1972. Stal se auditorem Tribunálu Římské roty.
V dubnu 1985 byl jmenován pomocným biskupem New Yorku, biskupské svěcení mu udělil 22. května téhož roku kardinál Bernardin Gantin. V listopadu 1988 se stal biskupem diecéze Bridgeport (ve státě Connecticut). 11. května 2000 ho papež Jan Pavel II. jmenoval arcibiskupem New Yorku. Stal se tak nástupcem zemřelého kardinála Johna O'Connora. Při konzistoři 21. února 2001 byl jmenován kardinálem. Na odpočinek odešel 23. února 2009. Ve funkci arcibiskupa New Yorku ho vystřídal dosavadní arcibiskup Milwaukee Timothy Dolan.

## Kontroverze
Kardinál Edward Egan byl kritizován poté, co bylo zveřejněno, že prokazatelně kryl případy sexuálního zneužívání kněžími v Bridgeportu v Connecticutu v době, kdy zde v letech 1988-2000 působil jako biskup.